# ما با هم هستیم (فیلم)
ما با هم هستیم (به هندی: Hum Saath-Saath Hain) فیلمی محصول سال ۱۹۹۹ و به کارگردانی سورج بارجاتیا است. در این فیلم بازیگرانی همچون موهنیش باهل، سلمان خان، سیف علی خان، تابو، سونالی بندره، کاریسما کاپور، ریما لاگو، ماهش تاکور، نیلم کوتهاری، ساتیش شاه، شاکتی کاپور ایفای نقش کرده‌اند.